# Les Sanguinaires
Les Sanguinaires è un film per la televisione del 1997 co-scritto e diretto da Laurent Cantet, prodotto (assieme a The Book of Life di Hal Hartley, Das Frankfurter Kreuz di Romuald Karmakar, The Hole - Il buco di Tsai Ming-liang, La primera noche de mi vida di Miguel Albaladejo, Last Night di Don McKellar, La Vie Sur Terre di Abderrahmane Sissako, Midnight di Walter Salles e Daniela Thomas, Tamás és Juli di Ildikó Enyedi e Le Mur di Alain Berliner) nell'ambito del progetto cinematografico francese 2000 vu par..., dedicato al tema del volgere del terzo millennio affrontato da 11 registi provenienti da altrettanti paesi differenti.